# USS Monterey (CG-61)

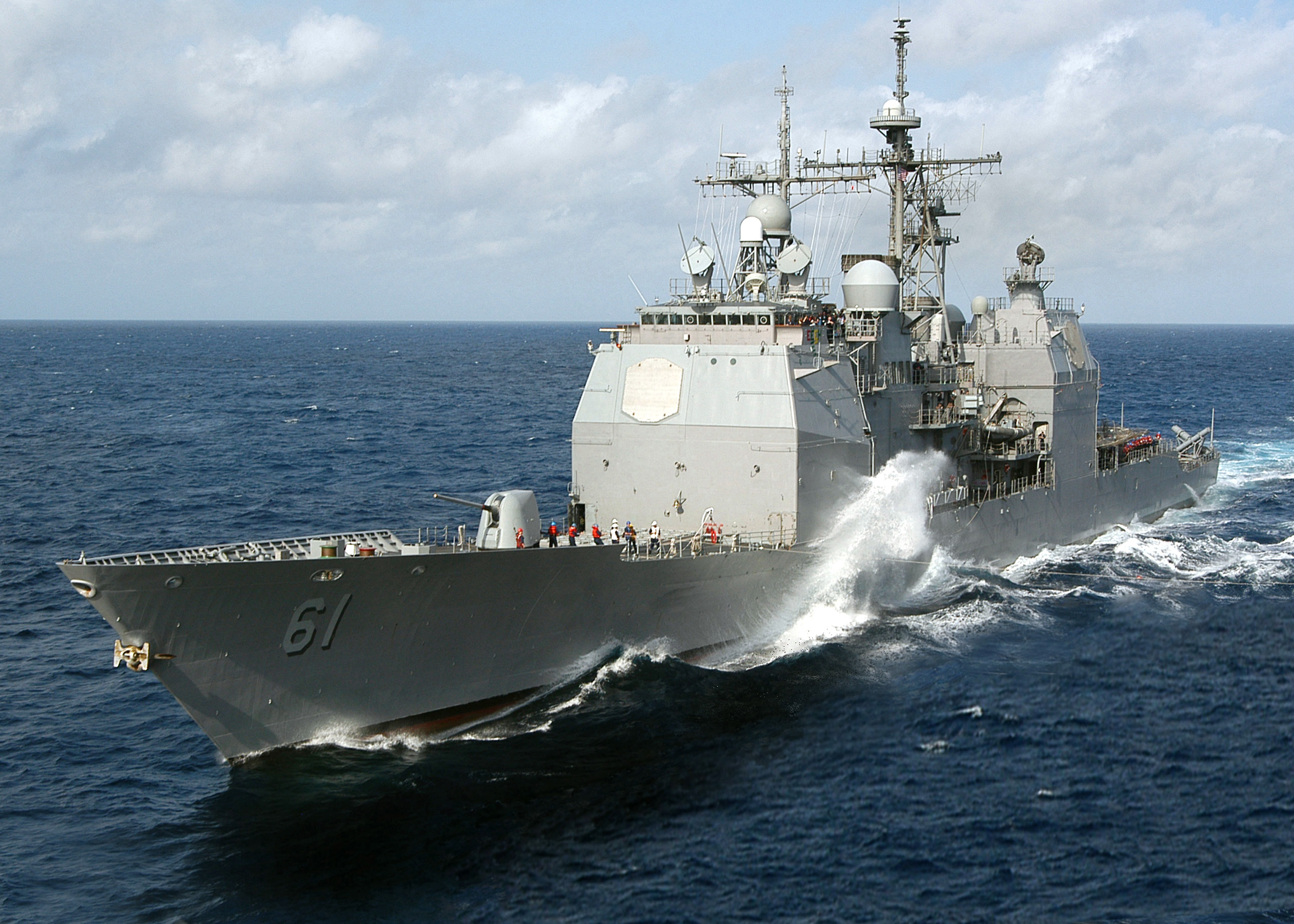
USS Monterey (CG-61)

USS Monterey (CG-61) — американский ракетный крейсер типа «Тикондерога». Назван в честь битвы при Монтерее в войне Мексики и США 1846 года. Построен на верфях Bath Iron Works, штат Мэн.

## Текущая служба
Во время развертывания Седьмой авианесущей группы в 1998 году принимал участие в формировании противолодочной ударной группы вертолетов SH-60B Seahawk. На борту крейсера были расположены два вертолета SH-60B Seahawk.
В марте 2004 года большой резонанс получил скандал, когда женщина-офицер обнаружила, что в стену раздевалки женского душа вмонтирована миниатюрная беспроводная видеокамера, с помощью которой, как оказалось, мужская часть экипажа подглядывала за женской.
4 марта 2009 года USS Monterey содействовал ВМС Германии в задержании пиратов (9 человек) у берегов Африканского Рога.
В марте 2011 года крейсер USS Monterey был направлен в Средиземное море для развертывания первой части европейской противоракетной обороны.                                                                                                                                                                                                                      14 апреля 2018 года крейсер USS Monterey принял участие в ракетной атаке на Сирию, выпустив 30 КР Томагавк с северной части Красного моря.
16 сентября 2022 года списан.